# Granatnik XM174
XM174 – amerykański granatnik automatyczny skonstruowany w połowie lat 60. 160 granatników tego typu było używane przez US Air Force do osłony lotnisk. Wyprodukowano 224 granatniki w wersji XM174E1 zasilanych amunicją 40 x 46 mm SR. Ponadto powstało 8 granatników XM174E2 zasilanych nabojami M433 i M397, oraz 2 XM174E3 zasilane amunicją 40 × 46 mm z pociskami z dodatkowym napędem rakietowym.
XM174 był bronią automatyczną, samoczynno-samopowtarzalną. Automatyka broni działała na zasadzie odrzutu zamka swobodnego. Granatnik strzelał z zamka zamkniętego. Zasilanie z magazynka w kształcie spłaszczonego dysku mieszczącego 12 naboi. Granatnik był wyposażony w chwyt pistoletowy. Przyrządy celownicze od granatnika M79 składały się z celownika ramkowego i muszki. Granatnik był mocowany na podstawie trójnożnej M122 (od ukm-u M60), M2 (od ckm-u M1919A4) lub wspornikach na pojazdach.